# الوضعية المنطقية
الوضعية المنطقية، التي سُميت فيما بعد باسم التجريبية المنطقية، وكلاهما يُعرفان معًا أيضًا باسم الوضعية الجديدة، هي حركة أطروحتها المركزية هي مبدأ التحقق (المعروف أيضًا باسم معيار التحقق من المعنى). تؤكد نظرية المعرفة هذه أن البيانات التي يمكن التحقق منها من خلال الملاحظة المباشرة أو الدليل المنطقي هي فقط ذات معنى من حيث نقل قيمة الحقيقة أو المعلومات أو المحتوى الواقعي. بدءًا من أواخر عشرينيات القرن العشرين، شكلت مجموعات من الفلاسفة والعلماء وعلماء الرياضيات حلقة برلين وحلقة فيينا، اللتين ستطرحان في هاتين الحلقتين أفكار الوضعية المنطقية.
ازدهرت الحركة في العديد من المراكز الأوروبية خلال ثلاثينيات القرن العشرين، وسعت إلى منع الارتباك المتأصل في اللغة غير الواضحة والادعاءات التي لا يمكن التحقق منها عن طريق تحويل الفلسفة إلى "فلسفة علمية"، والتي، وفقًا للوضعيين المنطقيين، يجب أن تشترك في أسس وهياكل العلوم التجريبية. أفضل الأمثلة، مثل النسبية العامة لألبرت أينشتاين. على الرغم من طموحها لإصلاح الفلسفة من خلال دراسة ومحاكاة السلوك الموجود للعلوم التجريبية، أصبحت الوضعية المنطقية مقولبة بشكل خاطئ على أنها حركة لتنظيم العملية العلمية ووضع معايير صارمة عليها.
بعد الحرب العالمية الثانية، تحولت الحركة إلى نوع أكثر اعتدالًا، وهو التجريبية المنطقية، بقيادة كارل هيمبل، الذي هاجر إلى الولايات المتحدة أثناء صعود النازية. في السنوات التالية، تعرضت المبادئ الأساسية للحركة، التي لم تحل بعد، لانتقادات شديدة من قبل كبار الفلاسفة، وخاصة ويلارد فان أورمان كواين وكارل بوبر، وحتى من قبل هيمبل داخل الحركة نفسها. أدى نشر كتاب توماس كون التاريخي "بنية الثورات العلمية" عام 1962 إلى إحداث تحول كبير في تركيز الفلسفة الأكاديمية. في عام 1967، أعلن الفيلسوف جون باسمور أن الوضعية المنطقية "ميتة، أو ميتة مثل أي حركة فلسفية".

## الأصول
استخلص الوضعيون المناطقة مبدأ التحقق أو معيار المعنى من فلسفة فتغنشتاين المبكرة للغة. كما هو الحال في ظاهرية إرنست ماخ، إذ يعرف العقل التجربة الحسية الفعلية أو الممكنة فقط، يأخذ أصحاب مذهب التحقق المحتوى الأساسي للعلوم ليمثل التجربة الحسية فقط. جاء بعض التأثير من تأملات بيرسي برايدغمان، التي أعلنها الآخرون بوصفها مذهبًا إجرائيًا، إذ تُفهم النظرية الفيزيائية من خلال الإجراءات المعملية التي يقوم بها العلماء لاختبار تنبؤاتها. بالنسبة لمذهب التحقق، فإن الصفة العلمية تُعطى فقط لما هو قابل للتحقق منه، وبالتالي ذو معنى (أو ذو معنى من الناحية الإدراكية)، في حين يتسم ما هو غير قابل للتحقق منه بأنه غير علمي و«عبارات زائفة» بلا معنى (ذات معنى عاطفي فقط). سيكون الخطاب غير العلمي، كما هو الحال في الأخلاق والميتافيزيقا، غير مناسبًا للخطاب الذي ينتجه الفلاسفة، المكلفون حديثًا بتنظيم المعرفة، لا بتطوير معرفة جديدة.

## تعريفات
تُعد الوضعية المنطقية في بعض الأحيان قالبًا نمطيًا بصفتها حديثًا ممنوعًا عما هو غير قابل للملاحظة، مثل الكيانات الميكروسكوبية أو تلك المفاهيم مثل السببية والمبادئ العامة، ولكن يُعتبر هذا الأمر مبالغة. بدلًا من ذلك، يرى معظم الوضعيين الجدد أن الحديث عما هو غير قابل للملاحظة مجازٌ أو إيجازٌ: صيغت الملاحظات المباشرة بشكل تجريدي أو غير مباشر. لذلك، ستحقق المصطلحات النظرية المعنى من مصطلحات الملاحظة عن طريق قواعد التطابق، ويمكن رد القوانين النظرية بهذه الطريقة إلى القوانين التجريبية. فمن خلال النزعة المنطقية عند بيرتراند راسل، أي رد الرياضيات إلى المنطق، فسوف تُحول الصيغ الرياضية للفيزياء إلى منطق رمزي. ومن خلال الذرّية المنطقية لدى راسل، فإن اللغة العادية تنقسم إلى وحدات منفصلة من المعنى. إذن، من شأن إعادة البناء العقلاني أن يحول العبارات العادية إلى مكافئات موحدة، وكلها مرتبطة بشبكة ومتحدة من خلال التركيب المنطقي للجملة. سوف تُعرف النظرية العلمية بمنهج التحقق منها، إذ يمكن للحساب المنطقي أو العمليات التجريبية أن يتحققا من صدقها أو كذبها.

## التطور
فرّ الوضعيون المناطقة في أواخر ثلاثينيات القرن العشرين من ألمانيا والنمسا إلى بريطانيا والولايات المتحدة. بحلول ذلك الوقت، استبدل العديد منهم بظاهرية ماخ المذهبَ الفيزيقي لأوتو نيوراث، إذ لا يكون محتوى العلم إحساساتِ فعلية أو محتملة، ولكن تكون عوضًا عن ذلك كيانات قابلة للملاحظة العلنية. سعى رادولف كارناب، الذي أضاء الوضعية المنطقية في حلقة فيينا، إلى الاستعاضة عن مبدأ التحقق بمبدأ بسيط في التأكيد. أصبحت الوضعية المنطقية مع انتهاء الحرب العالمية الثانية في عام 1945 أكثر اعتدالًا، وعُرفت باسم التجريبية المنطقية، وقادها في العموم كارل همبل في أمريكا، وهو الذي شرح نموذج قانون التغطية للتفسير العلمي. أصبحت الوضعية المنطقية الركيزة الأساسية للفلسفة التحليلية، وهيمنت على الفلسفة في العالم الناطق باللغة الإنجليزية، بما في ذلك فلسفة العلم، مع التأثير في العلوم، ولكن على وجه خاص العلوم الاجتماعية، في ستينيات القرن العشرين. ومع ذلك، فشلت الحركة في حل مشكلاتها المحورية، وتزايد النقد الموجه لتعاليمها، وبشكل أكثر حدة من جانب ويلارد فان أورمان كواين، ونوروود هانسن، وكارل بوبر، وتوماس كون، وكارل هيمبل.

## الجذور

### اللغة
قدمت الرسالة المنطقية الفلسفية للودفيغ فتغنشتاين الشاب الفلسفةَ على أنها «نقد للغة»، ما يتيح إمكانية التمييز المبدئي من الناحية النظرية بين الخطاب الخالي من المعنى والخطاب المعقول. اتبعت الرسالة نظرية التطابق في الصدق (مقابل نظرية الاتساق في الصدق). ظهر تأثير فتغنشتاين أيضًا في بعد المنطوقات الخاصة بمبدأ قابلية التحقق. في مذهب التراكتارية، كانت حقائق المنطق طوطولوجيا أو تحصيلَ حاصل، وهي الرؤية التي كانت مقبولة على نطاق واسع لدى الوضعيين المناطقة الذين كانوا متأثرين بتفسير فتغنشتاين للاحتمال، رغم عثور بعضهم على محتوى كثير من الميتافيزيقا في الرسالة، وذلك وفقًا لنيوراث.